# Tokwane Ngundu
Tokwane Ngundu ist ein Ward in dem Distrikt Masvingo in der Provinz Masvingo in Simbabwe. Er trägt die Nummer 30 in dem Distrikt. Im Jahr 2022 lebten 19.464 Menschen in ihm.

## Beschreibung
Tokwane Ngundu liegt in einem semiariden, agrarisch geprägten Gebiet. Wasser, Abwasser, Elektrizität, Gesundheitsversorgung, Infrastruktur fehlen. Es ist Stammesland, weshalb die Landreform hier niemanden enteignet hat. Die Menschen bauen auf kleinen Parzellen Mais, Baumwolle und Soja an. Die Bäume sind weitgehend abgeholzt, die dürren Grasflächen von Ziegen überweidet. Wasser zur Bewässerung von Feldern fließt fern von hier. Die Regierung hat hier zwar landlose Bauern angesiedelt. Die aber können von den kleinen Feldern nicht leben, so dass sie auf Nahrungsmittelhilfen der Regierung angewiesen sind. 700.000 Landlose aus den zerstörten Slums vor Harare warten noch auf ein Stück Land, das sie vermutlich hier erhalten werden.